# Hội nghị Hướng đạo Thế giới
Hội nghị Hướng đạo Thế giới (World Scout Conference) là "đại hội đồng" (general assembly) của Tổ chức Phong trào Hướng đạo Thế giới và bao gồm sáu đại diện từ mỗi trong 155 hội Hướng đạo thành viên trên thế giới. Nó là một trong ba thành phần chính yếu của Tổ chức Phong trào Hướng đạo Thế giới; với hai thành phần còn lại là Ủy ban Hướng đạo Thế giới (World Scout Committee) và Văn phòng Hướng đạo Thế giới (World Scout Bureau). Căn bản để được công nhận và trở thành hội viên tại Hội nghị Hướng đạo Thế giới bao gồm sự gắn chặt vào mục đích và nguyên lý của Tổ chức Phong trào Hướng đạo Thế giới và độc lập không tham gia chính trị về phía mỗi hội thành viên. Hội nghị nhóm họp ba năm một lần (xưa kia hai năm nhóm họp một lần) và được tổ chức bởi một hội thành viên.
Hội nghị Hướng đạo Thế giới lần thứ 38 sắp tới sẽ được tổ chức vào năm 2008 tại Hàn Quốc.